# Christoph Daum
Christoph Daum (Zwickau, 24 ottobre 1953 – Colonia, 24 agosto 2024) è stato un calciatore e allenatore di calcio tedesco, di ruolo centrocampista.

## Biografia

### Carriera

#### Giocatore
Iniziò la sua carriera nel 1971 disputando un campionato giovanile con l'Hamborn 07 per poi trasferirsi l'anno seguente all'Eintracht Duisburg e nel 1975 al Colonia, dove giocò nel campionato dilettanti. Si ritirò precocemente dal calcio giocato, sentendosi più portato alla guida tecnica che non all'agonismo.

#### Allenatore
Fu proprio nel FC Köln che Daum cominciò la sua attività da allenatore: fu dapprima tecnico della squadra riserve (1981), poi divenne viceallenatore (1985) e infine, nel 1986, venne promosso alla guida della prima squadra. Nel quinquennio in cui rimase alla guida dei caproni, sfiorò due volte la conquista della Bundesliga, arrivando secondo nel 1989 e nel 1990 sempre dietro al Bayern Monaco. Venne tuttavia esonerato dal presidente dei biancorossi Dietmar Artzinger-Bolten mentre si stavano disputando i Mondiali di Italia 90.
Assunto dallo Stoccarda, riuscì a conquistare il titolo nazionale nella stagione 1991-1992. Nell'annata seguente, durante la sfida di Champions League contro il Leeds, commise un errore tecnico mandando in campo quattro giocatori stranieri (il limite, all'epoca, era di tre): la partita venne quindi ripetuta e fu vinta dagli inglesi. I tabloid britannici lo derisero per questo inconveniente e The Sun lo ribattezzò Christoph Dumb (Stupido). Quando gli Svevi vennero eliminati dalla competizione, Daum venne licenziato.
All'inizio del 1994 Daum accettò l'offerta dei turchi del Beşiktaş, con cui vinse una Coppa di Turchia ed un Campionato nazionale; venne tuttavia esonerato dall'incarico dopo le prime due partite della stagione 1995-1996, che vennero perse dalla sua squadra contro Kocaelispor e Vanspor.
Tornato in patria, si accasò al Bayer Leverkusen nel 1996 arrivando tre volte secondo in campionato. Sembrò sul punto di poter allenare la Nazionale tedesca ma nel 2001 venne provato, tramite analisi dei capelli, che Daum aveva assunto cocaina e per questo motivo il suo preaccordo con la Federazione calcistica teutonica venne stracciato. Inizialmente il tecnico professò la sua innocenza, affermando tra l'altro che il campione di capelli analizzato non era suo, ma quando si profilò per lui la possibilità del carcere ammise le proprie responsabilità.
Dopo questo scandalo, nessuna squadra tedesca di vertice lo volle come proprio allenatore e Daum riparò dapprima nuovamente al Beşiktaş e dopo qualche mese all'Austria Vienna, dove vinse uno Scudetto nel 2003. Venne poi assunto dal Fenerbahçe, dove vinse due campionati turchi in tre stagioni; la stampa tuttavia criticò i risultati ottenuti in campo internazionale e per questo preferì dimettersi dopo aver fallito l'obiettivo del terzo titolo consecutivo per mano del Galatasaray.
Il 27 novembre del 2006 firmò un contratto di tre anni con il Colonia, che all'epoca disputava il campionato di seconda serie: nel 2008 riuscì a riportare il club nella massima categoria. Nel 2009 il contratto non gli venne rinnovato e passò al Fenerbahçe. Il 22 marzo 2011 firmò per l'Eintracht di Francoforte, lasciando il team dopo la retrocessione nella serie cadetta. Il 9 novembre 2011 divenne allenatore del Club Bruges, ma dopo aver ottenuto la seconda piazza nel campionato belga decise di sciogliere consensualmente il contratto con la società.
Il 6 luglio 2016 fu nominato CT della nazionale rumena, firmando un contratto biennale. La qualificazione al campionato del mondo 2018 sfumò già due giornate dalla fine del girone, il 4 settembre 2017, a seguito di una sconfitta per 1-0 a Podgorica contro il Montenegro, in quanto con 9 punti in 8 partite i rumeni si trovarono a -7 dal secondo posto (ovvero la zona play-off), occupato dal Montenegro (insieme alla Danimarca) con 16 punti nel gruppo E. Dieci giorni dopo la sconfitta contro i montenegrini Daum diede le proprie dimissioni da CT, terminando la sua esperienza con la Romania con un anno d'anticipo.

### Morte
Daum morì a Colonia il 24 agosto 2024 per le complicazioni di un tumore polmonare all'età di 70 anni.

## Statistiche

### Statistiche da allenatore

#### Club
Statistiche aggiornate al 19 settembre 2024. In grassetto le competizioni vinte.
| Stagione                | Squadra                 | Campionato              | Campionato | Campionato | Campionato | Campionato | Coppe nazionali | Coppe nazionali | Coppe nazionali | Coppe nazionali | Coppe nazionali | Coppe continentali | Coppe continentali | Coppe continentali | Coppe continentali | Coppe continentali | Altre coppe | Altre coppe | Altre coppe | Altre coppe | Altre coppe | Totale | Totale | Totale | Totale | % Vittorie | Piazzamento      |
| Stagione                | Squadra                 | Comp                    | G          | V          | N          | P          | Comp            | G               | V               | N               | P               | Comp               | G                  | V                  | N                  | P                  | Comp        | G           | V           | N           | P           | G      | V      | N      | P      | %          | Piazzamento      |
| ----------------------- | ----------------------- | ----------------------- | ---------- | ---------- | ---------- | ---------- | --------------- | --------------- | --------------- | --------------- | --------------- | ------------------ | ------------------ | ------------------ | ------------------ | ------------------ | ----------- | ----------- | ----------- | ----------- | ----------- | ------ | ------ | ------ | ------ | ---------- | ---------------- |
| set. 1986-1987          | Colonia                 | BL                      | 27         | 12         | 8          | 7          | CG              | 2               | 1               | 0               | 1               | -                  | -                  | -                  | -                  | -                  | -           | -           | -           | -           | -           | 29     | 13     | 8      | 8      | 44,83      | Sub. 10º         |
| 1987-1988               | Colonia                 | BL                      | 34         | 18         | 12         | 4          | CG              | 2               | 1               | 0               | 1               | -                  | -                  | -                  | -                  | -                  | -           | -           | -           | -           | -           | 36     | 19     | 12     | 5      | 52,78      | 3º               |
| 1988-1989               | Colonia                 | BL                      | 34         | 18         | 9          | 7          | CG              | 2               | 1               | 0               | 1               | CU                 | 6                  | 3                  | 2                  | 1                  | -           | -           | -           | -           | -           | 42     | 22     | 11     | 9      | 52,38      | 2º               |
| 1989-1990               | Colonia                 | BL                      | 34         | 17         | 9          | 8          | CG              | 3               | 2               | 0               | 1               | CU                 | 10                 | 5                  | 3                  | 2                  | -           | -           | -           | -           | -           | 47     | 24     | 12     | 11     | 51,06      | 2º               |
| nov. 1990-1991          | Stoccarda               | BL                      | 20         | 11         | 6          | 3          | CG              | 2               | 1               | 0               | 1               | -                  | -                  | -                  | -                  | -                  | -           | -           | -           | -           | -           | 22     | 12     | 6      | 4      | 54,55      | Sub. 6º          |
| 1991-1992               | Stoccarda               | BL                      | 38         | 21         | 10         | 7          | CG              | 4               | 3               | 0               | 1               | CU                 | 4                  | 1                  | 2                  | 1                  | -           | -           | -           | -           | -           | 46     | 25     | 12     | 9      | 54,35      | 1º               |
| 1992-1993               | Stoccarda               | BL                      | 34         | 12         | 12         | 10         | CG              | 2               | 1               | 0               | 1               | UCL                | 3                  | 1                  | 0                  | 2                  | SG          | 1           | 1           | 0           | 0           | 40     | 15     | 12     | 13     | 37,50      | 7º               |
| ago.-dic. 1993          | Stoccarda               | BL                      | 20         | 5          | 8          | 7          | CG              | 1               | 0               | 0               | 1               | -                  | -                  | -                  | -                  | -                  | -           | -           | -           | -           | -           | 21     | 5      | 8      | 8      | 23,81      | Eson.            |
| Totale Stoccarda        | Totale Stoccarda        | Totale Stoccarda        | 112        | 49         | 36         | 27         |                 | 9               | 5               | 0               | 4               |                    | 7                  | 2                  | 2                  | 3                  |             | 1           | 1           | 0           | 0           | 129    | 57     | 38     | 34     | 44,19      |                  |
| gen.-mag. 1994          | Beşiktaş                | T.1L                    | 15         | 9          | 2          | 4          | TK              | 5               | 3               | 2               | 0               | -                  | -                  | -                  | -                  | -                  | ST          | 1           | 1           | 0           | 0           | 21     | 13     | 4      | 4      | 61,90      | Sub. 4º          |
| 1994-1995               | Beşiktaş                | T.1L                    | 34         | 24         | 7          | 3          | TK              | 1               | 0               | 1               | 0               | CdC                | 4                  | 1                  | 2                  | 1                  | ST          | 1           | 0           | 0           | 1           | 40     | 25     | 10     | 5      | 62,50      | 1º               |
| 1995-1996               | Beşiktaş                | T.1L                    | 34         | 22         | 3          | 9          | TK              | 3               | 1               | 1               | 1               | UCL                | 2                  | 1                  | 0                  | 1                  | -           | -           | -           | -           | -           | 39     | 24     | 4      | 11     | 61,54      | 3°               |
| 1996-1997               | Bayer Leverkusen        | BL                      | 34         | 21         | 6          | 7          | CG              | 1               | 0               | 1               | 0               | -                  | -                  | -                  | -                  | -                  | -           | -           | -           | -           | -           | 35     | 21     | 7      | 7      | 60,00      | 2º               |
| 1997-1998               | Bayer Leverkusen        | BL                      | 34         | 14         | 13         | 7          | CG              | 4               | 2               | 1               | 1               | UCL                | 10                 | 5                  | 2                  | 3                  | CdL         | 1           | 0           | 1           | 0           | 49     | 21     | 17     | 11     | 42,86      | 3º               |
| 1998-1999               | Bayer Leverkusen        | BL                      | 34         | 17         | 12         | 5          | CG              | 2               | 1               | 1               | 0               | CU                 | 4                  | 1                  | 2                  | 1                  | CdL         | 2           | 1           | 0           | 1           | 42     | 20     | 15     | 7      | 47,62      | 2º               |
| 1999-2000               | Bayer Leverkusen        | BL                      | 34         | 21         | 10         | 3          | CG              | 1               | 0               | 0               | 1               | UCL+CU             | 6+2                | 1+1                | 4+0                | 1+1                | CdL         | 2           | 1           | 0           | 1           | 45     | 24     | 14     | 7      | 53,33      | 2º               |
| ago.-ott. 2000          | Bayer Leverkusen        | BL                      | 8          | 3          | 3          | 2          | CG              | 1               | 1               | 0               | 0               | UCL                | 4                  | 1                  | 0                  | 3                  | CdL         | 1           | 0           | 1           | 0           | 14     | 5      | 4      | 5      | 35,71      | Eson.            |
| Totale Bayer Leverkusen | Totale Bayer Leverkusen | Totale Bayer Leverkusen | 144        | 76         | 44         | 24         |                 | 9               | 4               | 3               | 2               |                    | 26                 | 9                  | 8                  | 9                  |             | 6           | 2           | 2           | 2           | 185    | 91     | 57     | 37     | 49,19      |                  |
| mar.-mag. 2001          | Beşiktaş                | T.1L                    | 11         | 5          | 3          | 3          | TK              | -               | -               | -               | -               | -                  | -                  | -                  | -                  | -                  | -           | -           | -           | -           | -           | 11     | 5      | 3      | 3      | 45,45      | Sub. 4º          |
| 2001-2002               | Beşiktaş                | T.1L                    | 34         | 18         | 8          | 8          | TK              | 5               | 4               | 0               | 1               | -                  | -                  | -                  | -                  | -                  | -           | -           | -           | -           | -           | 39     | 22     | 8      | 9      | 56,41      | 3°               |
| Totale Beşiktaş         | Totale Beşiktaş         | Totale Beşiktaş         | 128        | 78         | 23         | 27         |                 | 14              | 8               | 4               | 2               |                    | 6                  | 2                  | 2                  | 2                  |             | 2           | 1           | 0           | 1           | 150    | 89     | 29     | 32     | 59,33      |                  |
| ott. 2002-2003          | Austria Vienna          | BL                      | 24         | 13         | 4          | 7          | ÖC              | 4               | 4               | 0               | 0               | CU                 | 2                  | 0                  | 0                  | 2                  | -           | -           | -           | -           | -           | 30     | 17     | 4      | 9      | 56,67      | Sub. 1°          |
| 2003-2004               | Fenerbahçe              | T.1L                    | 34         | 23         | 7          | 4          | TK              | 4               | 3               | 0               | 1               | -                  | -                  | -                  | -                  | -                  | -           | -           | -           | -           | -           | 38     | 26     | 7      | 5      | 68,42      | 1º               |
| 2004-2005               | Fenerbahçe              | T.1L                    | 34         | 26         | 2          | 6          | TK              | 5               | 3               | 1               | 1               | UCL+CU             | 6+2                | 3+0                | 0+0                | 3+2                | -           | -           | -           | -           | -           | 47     | 32     | 3      | 12     | 68,09      | 1º               |
| 2005-2006               | Fenerbahçe              | SL                      | 34         | 25         | 6          | 3          | TK              | 9               | 5               | 1               | 3               | UCL                | 6                  | 1                  | 1                  | 4                  | -           | -           | -           | -           | -           | 49     | 31     | 8      | 10     | 63,27      | 2°               |
| nov. 2006-2007          | Colonia                 | 2BL                     | 20         | 7          | 6          | 7          | CG              | 1               | 0               | 0               | 1               | -                  | -                  | -                  | -                  | -                  | -           | -           | -           | -           | -           | 21     | 7      | 6      | 8      | 33,33      | Sub. 9º          |
| 2007-2008               | Colonia                 | 2BL                     | 34         | 17         | 9          | 8          | CG              | 1               | 0               | 0               | 1               | -                  | -                  | -                  | -                  | -                  | -           | -           | -           | -           | -           | 35     | 17     | 9      | 9      | 48,57      | 3º (prom.)       |
| 2008-2009               | Colonia                 | BL                      | 34         | 11         | 6          | 17         | CG              | 2               | 1               | 0               | 1               | -                  | -                  | -                  | -                  | -                  | -           | -           | -           | -           | -           | 36     | 12     | 6      | 18     | 33,33      | 12º              |
| Totale Colonia          | Totale Colonia          | Totale Colonia          | 217        | 100        | 59         | 58         |                 | 13              | 6               | 0               | 7               |                    | 16                 | 8                  | 5                  | 3                  |             | -           | -           | -           | -           | 246    | 114    | 64     | 68     | 46,34      |                  |
| 2009-2010               | Fenerbahçe              | SL                      | 34         | 23         | 5          | 6          | TK              | 9               | 5               | 1               | 3               | UEL                | 12                 | 7                  | 3                  | 2                  | ST          | 1           | 1           | 0           | 0           | 56     | 36     | 9      | 11     | 64,29      | 2°               |
| Totale Fenerbahçe       | Totale Fenerbahçe       | Totale Fenerbahçe       | 136        | 97         | 20         | 19         |                 | 27              | 16              | 3               | 8               |                    | 26                 | 11                 | 4                  | 11                 |             | 1           | 1           | 0           | 0           | 190    | 125    | 27     | 38     | 65,79      |                  |
| mar.-mag. 2011          | Eintracht Francoforte   | BL                      | 7          | 0          | 3          | 4          | CG              | -               | -               | -               | -               | -                  | -                  | -                  | -                  | -                  | -           | -           | -           | -           | -           | 7      | 0      | 3      | 4      | &0,00      | Sub. 17º (retr.) |
| nov. 2011-2012          | Club Bruges             | PL                      | 17+10      | 13+5       | 0+2        | 4+3        | CB              | -               | -               | -               | -               | UEL                | 4                  | 1                  | 1                  | 2                  | -           | -           | -           | -           | -           | 31     | 19     | 3      | 9      | 61,29      | Sub. 2°          |
| 2013-mar. 2014          | Bursaspor               | SL                      | 26         | 9          | 7          | 10         | TK              | 8               | 6               | 1               | 1               | -                  | -                  | -                  | -                  | -                  | -           | -           | -           | -           | -           | 34     | 15     | 8      | 11     | 44,12      | Eson.            |
| Totale carriera         | Totale carriera         | Totale carriera         | 821        | 440        | 198        | 183        |                 | 84              | 49              | 11              | 24              |                    | 85                 | 33                 | 22                 | 30                 |             | 10          | 5           | 2           | 3           | 1 000  | 527    | 233    | 240    | 52,70      |                  |

#### Nazionale
Statistiche aggiornate al 9 settembre 2024.
| Squadra | Naz                | dal           | al                | Record | Record | Record | Record     | Record | Record | Record | Record |
| G       | V                  | N             | P                 | GF     | GS     | DR     | % Vittorie |        |        |        |        |
| ------- | ------------------ | ------------- | ----------------- | ------ | ------ | ------ | ---------- | ------ | ------ | ------ | ------ |
| Romania | Romania (bandiera) | 7 luglio 2016 | 14 settembre 2017 | 10     | 3      | 3      | 4          | 11     | 11     | +0     | 30,00  |

#### Nazionale nel dettaglio
| 2016             | Romania        | Qualificazioni Mondiale 2018 | Dimissioni durante la fase | 4  | 1 | 2 | 1 | 25,00 | 6  | 4  | +2 |
| 2017             | Romania        | Qualificazioni Mondiale 2018 | Dimissioni durante la fase | 4  | 1 | 1 | 2 | 25,00 | 2  | 4  | -2 |
| Dal 2016 al 2017 | Romania        | Amichevoli                   |                            | 2  | 1 | 0 | 1 | 50,00 | 3  | 3  | 0  |
| Totale Romania   | Totale Romania | Totale Romania               | Totale Romania             | 10 | 3 | 3 | 4 | 30,00 | 11 | 11 | 0  |

## Palmarès

### Giocatore

#### Competizioni nazionali
- Coppa di Germania: 2

Colonia: 1976-1977, 1977-1978

### Allenatore

#### Competizioni nazionali
- Campionato tedesco: 1

Stoccarda: 1991-1992
- Supercoppa di Germania: 1

Stoccarda: 1992
- Coppa di Turchia: 1

Beşiktaş: 1993-1994
- Supercoppa turca: 2

Beşiktaş: 1994
Fenerbahçe: 2009
- Campionato turco: 3

Beşiktaş: 1994-1995
Fenerbahçe: 2003-2004, 2004-2005
- Campionato austriaco: 1

Austria Vienna: 2002-2003